# Aulnay-sur-Iton
Aulnay-sur-Iton è un comune francese di 750 abitanti situato nel dipartimento dell'Eure nella regione della Normandia.

## Società

### Evoluzione demografica
Abitanti censiti